# Hrušeň pod Oborou
Hrušeň pod Oborou je památný strom v Rosicích, západně od Brna. Hrušeň planá (Pyrus pyraster) roste na remízku na poli pod oborou. Obvod kmene ve výšce 1,3 m je 284 cm a koruna stromu dosahuje do výšky 10 m. Hrušeň je chráněna od 11. srpna 2004.